# Museo del Ferrocarril de El Salvador
El Museo del Ferrocarril y Parque Temático de El Salvador se encuentra ubicado en la ciudad de San Salvador, El Salvador. Fue inaugurado el día 11 de diciembre de 2015 bajo el cargo del Presidente de la Comisión Ejecutiva Portuaria Autónoma (CEPA) Lic. Federico Anliker y ocupa las instalaciones de Ferrocarriles Nacionales de El Salvador (FENADESAL).
El museo consta de una sala de exposición permanente, sala de la Imprenta, sala de los vagones, área de talleres, la «Casa Redonda», la «Casona» y otros atractivos que abarcan la historia del ferrocarril en el país desde el año 1882.  Además cuenta con un tren que hace un pequeño recorrido por las instalaciones.

## Áreas del Museo
- Área de Transparencia
- Talleres
- Locomotora de Vapor 101
- Locomotora de Vapor 12
- Locomotora Alemana
- La Grúa de Vapor
- Interior de Casa redonda
- Bala Tacuzcalco
- La bala de plata
- Coche Cuscatlán o vagón Presidencial (Interior)
- Coche Cuscatlán o vagón Presidencial
- Campana de locomotora de vapor
- Señales Ferroviarias
- Coche con pasajeros
- Área de coches
- Taller de Máquinas
- Ventanales sobre talleres de máquinas